# سيلاس بي. هايز
سيلاس بي. هايز (بالإنجليزية: Silas B. Hays)‏ هو طبيب عسكري وجراح أمريكي، ولد في 18 فبراير 1909 في سانت بول في الولايات المتحدة، وتوفي في 24 يوليو 1964 في مقاطعة أرلنغتون في الولايات المتحدة.